# Adolfo Apolloni
Adolfo Apolloni (Roma, 1º marzo 1855 – Roma, 19 ottobre 1923) è stato uno scultore e politico italiano.

## Vita
Dopo aver studiato all'Accademia di San Luca, Apolloni si trasferì nel 1879 a Boston, dove insegnò scultura e disegno al Conservatorio di Musica. In seguito si trasferì a Providence (Rhode Island), dove conobbe e sposò sua moglie Martha, nel 1883.
Partecipò alla III Esposizione internazionale d'arte di Venezia del 1899.
Dal 1900 al 1922, presiedette la Regia Scuola d'arte applicata all'industria di Fano (che dopo la sua morte fu a lui intitolata).
Assessore comunale per le Antichità e belle arti del Comune Roma nel 1905 e nel 1914. La competenza relativa ai beni archeologici e artistici della Città, fino a quel momento affidata all'Ufficio VI del Comune, in appendice a moltissime altre incombenze, viene scorporata e viene deliberata all’unanimità la costituzione di un nuovo Ufficio, il X, intitolato “Antichità e Belle Arti” la cui direzione viene affidata “all’ on. assessore Apolloni in cui sono mirabilmente congiunte la genialità dell’artista e la rettitudine dell’amministratore”. 
Tra il giugno del 1919 e il novembre del 1920 fu Sindaco di Roma; nell'ottobre del 1919 venne nominato Senatore del Regno da Vittorio Emanuele III.
Precorrendo i tempi della apertura “verde” cura in modo particolare l’aspetto ambientale della Città, avendo attenzione ai giardini, alle alberature dei viali e dei nuovi quartieri. A questo proposito, per trovare le soluzioni migliori e per avvalorare quelle che propone, provoca la costituzione di una specifica Commissione consultiva per i “Giardini e Passeggiate pubbliche” e la fa presiedere dal suo amico, il grande artista Giulio Aristide Sartorio, affiancato, oltre che da tecnici e da rappresentanti del Comune da ben sei altri cultori dell’arte. Molte delle alberature e delle zone verdi che vediamo attualmente nella città sono state deliberate e curate in quel periodo. L’abbellimento dei giardini con fontane, aiole e coltivazioni di fiori e l’attenta manutenzione, che richiede la valorizzazione e il sostegno agli operai giardinieri, è stato un suo obiettivo costante.
Seguì in particolare i progetti della costruzione dei quartieri delle case popolari ed in particolare della Garbatella che fu inaugurata appunto durante il periodo in cui fu Sindaco.
Nel 1919 eseguì una copia in travertino della Fontana delle Api di Gianlorenzo Bernini, oggi collocata all'ingresso di Via Veneto.

## Opere

### Ritratti
- Marchesa Corsini di Laiatico
- Isabella Kemp
- Autoritratto (alla Galleria Comunale d'Arte Moderna e Contemporanea di Roma)
- Dante corrucciato (al Senato della Repubblica)

### Sculture simboliche
- Il violinista
- Il Telefono
- La Scultura (all'Accademia di San Luca e gesso alla Scuola d'Arte di Fano)
- Dea Roma

### Fontane
- La vendemmia (nell'atrio dell'Albergo Excelsior del Lido di Venezia)
- L'orso col cane e col gatto (nella Villa Celere di Roma, oggi scomparsa)

### Sculture celebrative
- La Vittoria alata (sul Monumento a Vittorio Emanuele II)
- Il cofano per la custodia della bandiera italiana del cacciatorpediniere Granatiere (1908)

### Decorazioni
- Villa Lubin (nella Villa Borghese a Roma)
- Prospetto epigrafico di Porta Pia (nel punto della Breccia)
- svariate medaglie di soggetto patriottico e celebrativo

### Opere architettoniche e scultoree
- Monumento funerario ad Agostino Chigi (nella Basilica di Santa Maria del Popolo a Roma)
- Monumento funerario della famiglia Calcagno (nel Cimitero di Staglieno a Genova)
- Ave mater purissima (1889; statua in marmo policromo della Vergine nel Monumento funerario della famiglia Holt, nel Saint Francis Cemetery di Pawtucket - Rhode Island)